# Laslovo
Laslovo (mađarski: Szentlászló) je selo u istočnoj Slavoniji, oko 18 kilometara južno od Osijeka, na relaciji Osijek – Vinkovci te pored rijeke Vuke. Administrativno pripada općini Ernestinovo.

## Povijest
Laslovo je naselje staro gotovo tisuću godina. Prva crkva u selu je crkva Svetog Ladislava, sagrađena 1218. godine.
Godine 1475. selo je spomenuto kao tvrđava, a prema podatcima iz 19. stoljeća selo je bilo većinskog mađarskoga podrijetla, kalvinističke vjere. Prema popisu stanovništva 1991. g. ima 1298 žitelja, a 2001. g. pao na 1031 stanovnika; 2011. god. bilježi se 1074 stanovnika u 382 domaćinstva. 
U župi evidentirano 285 vjernika katolika. U Laslovu je današnja kalvinistička crkva sagrađena 1404., zatim preuređivana 1878. i uništena 1991. godine početkom Domovinskog rata. Broj kalvinista u Laslovu – koji su po etničkoj pripadnosti Mađari – se danas procjenjuje na oko 300.
Laslovo je najpoznatije po herojskoj obrani i stradanju u Domovinskom ratu, kada su mještani uz pomoć dragovoljaca iz drugih dijelova Hrvatske (iz Dalmacije, Kvarnera i Zagorja), ali i svijeta (iz Bolivije, Mađarske, SAD-a, Slovenije i Španjolske), 152 dana branili selo i time držali prvu crtu obrane Osijeka s juga. Stanje se pogoršalo nakon sloma obrane Vukovara 18. studenoga 1991. kada su srpska paravojska i JNA preusmjerile svoje snage iz Vukovara na područje južno od Osijeka s namjerom okruživanja i osvajanja najvećeg slavonskog grada. Dana 20. studenoga okupirano je Ernestinovo čime je Laslovo ostalo u potpunom okruženju srpskih snaga, pa je donesena odluka da će svih 257 branitelja i civila, od čega 27 ranjenika, krenuti u proboj prema slobodnom Ivanovcu. Dana 23. studenoga oko 16:30 prva skupina od oko 120 ljudi predvođena Ištvanom Mihalikom krenula je kroz kukuruzišta osigurati prolaz drugoj skupini, predvođenoj Ladislavom Kočišem, u kojoj su bili ranjenici. Prva skupina u Ivanovac je stigla 24. studenoga oko 4 ujutro, a druga sat vremena kasnije. Gotovo istodobno u Laslovo su ušle srpske horde predvođene Željkom Ražnatovićem Arkanom koje su odmah po dolasku zaklale 3 starice koje nisu htjele napustiti svoje domove, a koje je Ražnatović kasnije predstavio televiziji kao „žrtve ustaša”. Uslijedila je pljačka i rušenje sela. Ukupno je u obrani Laslova poginulo 48 ljudi, a još 10 ih se i danas smatra nestalima.

## Stanovništvo
| broj stanovnika | 754   | 925   | 832   | 867   | 978   | 1101  | 1125  | 1283  | 1358  | 1350  | 1427  | 1388  | 1377  | 1298  | 1031  | 1079  | 898   |
|                 | 1857. | 1869. | 1880. | 1890. | 1900. | 1910. | 1921. | 1931. | 1948. | 1953. | 1961. | 1971. | 1981. | 1991. | 2001. | 2011. | 2021. |

### Reformatorska crkva sv. Ladislava
Prvi pisani spomen Laslova potječe iz 1404. godine, kada je u Laslovu podignuta crkva posvećena svetome Ladislavu I. Arpadoviću, a dao ju je podići Ladislav Napuljski. Tijekom srednjeg vijeka Laslovo je bilo u posjedu obitelji Korođ. Nakon njihova izumiranja mijenjalo je vlasnike do Mohačke bitke 1526. godine. Tijekom osmanske okupacije Laslovo je sačuvalo mađarsko pučanstvo, koji su pristali uz reformatorsku kalvinsku vjeru. Prvi popis nakon oslobođenja od osmanske vlasti, načinjen 1697. godine, navodi da je postojala zidana crkva, već vrlo ruševna zbog starosti krova. Stoga su stanovnici zamolili vlasti da umjesto javnih radova poprave krov crkve.
Popis Laslova iz 1786. godine navodi da je Laslovo imalo "predikaturu", tj. reformiranu župu, čiji je zaštitnik bila općina. Župa je imala 431 dušu kalvinske vjeroispovijesti, kojoj su bili Mađari. Njihov se službenik (minister) zvao Mihovil Foris. Reformatorski pastor Kelecsenyi Mihaly podnio je 1885. g. svojem biskupu Batory Gaboru izvješće o obavljenoj kanonskoj vizitaciji. Gdje navodi da je Laslovo prije velike epidemije 1873. godine imalo 888 duša, a 1885. g. samo 764. Rijeka Vuka je stalno plavila znatan dio njihovog područja te ljudi koji su se bavili poljoprivredom trpili velike štete. Od 1872. do 1885. godine su zavladale razne elementarne nepogode, osim 2 do 3 godine, pa je stanovništvo osiromašeno. Mnogi su odlazili u Osijek i druge gradove, neki su se odali piću i uopće, navodi vizitator, moral je pao kod ljudi. Tada je u Laslovu bilo 10 nazarenaca.
Pastori su u Laslovu bili sljedeći:
Godine 1778. Áron Készi, 1784 Forisz Mihály, 1792. Biró Sámuel, 1805. Kovács András, 1806. Nagy-Szabó Mihaly, 1819. Szekeres István, 1825. Tatay József, 1841. Györke István, 1842. Vaghó Laszló, 1847. Csuthy Szigmund te od 1847 do 1924. g. tri generacije iz obitelji Kelecsény, potom Ladi István, Sípos Mihaly, Szabó Zoltan, Andel Karoly, Weiss Tibor, Hünlich Róbert i danas Kettős Attila.
Čepinski vlastelin Ivan Kap. Adamović poklonio je 1863. g. kalvinskoj župi 3831 četvorni hvat zemljišta, koje je njegov mjernik Kroly Glembay izmjerio. U spomenutoj kanonskoj vizitaciji se dalje navodi da je (1.) veliko zvono izliveno 1806. godine, a da je puklo 1821. g. pa su ga zamijenili novim (2.) u Pečuhu za vrijeme župnika Istvána Szekeresa.
Godine 1825. načinjen je pečat za reformatorsku župu u Laslovu s natpisom: " A Szent-Laszlói ref. ékkla pecséte 1825." Simboli u pečatu su bili: kalež, sunce, mjesec i zvijezda.
Budući da je već 1817. g. u kanonskoj vizitaciji bilo navedeno da je župna kuća vrlo trošna, to su je 1833. g. srušili i 1834. g. izgradili novu, a 1856. g. vjernici su odlučili da se salije i treće zvono te su naručili i sat na tornju crkve. Zvono je izliveno iste godine u Pečuhu novcem koje su skupili vjernici, dok je 1856. g. János Szilgart za toranj u Donjem gradu u Osijeku napravio sat koji otkucava svakih četvrt sata). Godine 1867. podignuta je ograda ispred crkve i oličen toranj.
Budući da je stara crkva postala trošna, to je 1878. g. srušena te sagrađena nova, s velikim tornjem, visokim 32 m, koji je impozantno nadvisivao cijeli kraj te je 8. prosinca 1878. g. i posvećena. Toranj je bio pokriven limom, crkva crijepom te je imala i gromobran zbog čestih udara gromova uvjetovanih blizinom rijeke Vuke, kako se navodi u vizitaciji.
Godine 1882. g. puklo je veliko zvono koje je imalo lijep zvuk, kako se navodi u vizitaciji, pa je u Pečuhu izliveno novo, mase 498 kg. Za vrijeme Prvog svjetskog rata odnesena su crkvena zvona, no 1925. g. su nabavljena nova zvona.

## Šport
- NK Laslovo '91, nogometni klub

## Kultura
- UDVDR – Klub Laslovo

## Vanjske poveznice
- Arhivirana inačica izvorne stranice od 2. prosinca 2013. (Wayback Machine) Laslovo.info